# Вайтценбёк, Катя
Катя Вайтценбёк (род. 10 июня 1967, Токио) — австрийская актриса театра и кино, проживающая в Германии. Она также является театральным режиссёром и общественным деятелем.

## Биография
Катя Вайтценбёк родилась в Токио в семье инженеров, её детство прошло в Эрлангене. Её прадеды — австрийские композиторы Роберт Фукс и Иоганн Непомук Фукс. С 1991 по 1993 год она училась актёрскому мастерству и танцам в Париже.
Катя Вайтценбёк сыграла множество ролей в кино и на телевидении, воплотив образы как главных героев, так и антагонистов. Её можно увидеть как в немецких, так и в зарубежных кинофильмах. Её первой работой в кино была эпизодическая роль в фильме «Пришельцы» который вышел на экраны в 1993 году.
С 2013 года после насыщенной кинокарьеры Вайтценбёк стала больше времени уделять работе в театре, преимущественно как актриса, но иногда она сама ставит спектакли. Её актерские и режиссёрские воплощения в театре вызвали восхищённые отзывы у критиков.
Кроме всего прочего она активно участвует в общественной жизни Австрии и Германии. Она неоднократно давала публичные комментарии о проблемах экологии и участвовала в акциях по популяризации повторного использования вещей.
Катя Вайтценбёк была в отношениях с писателем и режиссёром Торстеном Шульцем, от которого у неё двое детей. Она замужем за Хергеном Вёбкеном с 2018 года, живёт с ним и со своими детьми в Берлине.